# Eemkerk
Eemkerk (soms ook Eemskerk of Eemkercke genoemd) was een kerkdorp en ambacht (later een heerlijkheid) in de Grote Waard, dat na de Sint Elisabethsvloed van 1421 zijn bestaansrecht verloor. De locatie van Eemkerk moet gezocht worden in de Brabantse Biesbosch in de omgeving van het Steurgat en de Nerzienweg in Werkendam.

## Geschiedenis
De eerste vermelding van Eemkerk wordt gedaan in 1216. Het kerkdorp is mogelijk al veel ouder en behoorde aan het kapittel van Sint Pieter in Utrecht. Het ligt dan aan de rivieren de Eem en de Alm met ten zuiden de Herradeswaard. Vanaf 1242 wordt het gebied om Eemkerk genoemd als Heerlijkheid van der Eem en krijgt het adellijk geslacht Van der Eem (later Both van der Eem) veel zeggenschap in het gebied. In 1295 heeft heer Nicolaas III van Putten en zijn vrouw Aleid van Strijen enige rechten van en om Eemkerk gekocht (het gaat hier om (tiende)gronddelen). In 1380 wordt Eemkerk weer vermeld, wanneer Reinoud Johan Minnebodeszoon een altaarstuk schenkt (in naam van Sint Jan) aan de kerk aldaar. Tussen 1380 en 1385 vindt er veel samenwerking plaats met het naburige klooster Eemstein. Rond deze periode is Michael Alardszoon van Ameronghen vicaris in de parochiekerk van Eemkerk. In de vloed van 1421 verloor het dorp zijn bestaansrecht. Voor de overlevende bewoners was het land te drassig geworden voor verbouwing en vertrokken naar hoger gelegen gebieden. In 1452 verscheen er in een oorkonde dat de hoop op wederopbouw op dat moment zeker was uitgesloten.